# Lol Creme
Pour les articles homonymes, voir Crème.
Laurence Neil Creme dit Lol Creme, né le 19 septembre 1947, est un musicien et réalisateur de vidéoclips britannique, surtout connu pour son travail avec 10cc. Il est principalement connu comme chanteur mais joue également de la guitare, de la basse et des claviers.

## Biographie
Creme est né à Prestwich, Lancashire, Angleterre. Comme les membres de 10cc Graham Gouldman et Kevin Godley, Creme a grandi dans un foyer juif. Alors qu'il fréquentait l'école d'art à Birmingham, il prit le surnom de Lol et rencontra Kevin Godley. Ils ont ensemble rejoint le combo R&B blanc The Sabers (The Magic Lanterns), Hotlegs et d'autres groupes, et plus significativement 10cc, qu'ils ont quitté ensemble en 1976 pour enregistrer sous le nom de Godley & Creme. Le duo est devenu réalisateur de vidéoclips, travaillant avec des groupes tels que Yes.
Creme a réalisé le film comique de 1991 jamaïcain The Lunatic.
En 1998, Creme est devenu membre du groupe Art of Noise, avec Anne Dudley et Trevor Horn, et a réalisé des vidéos pour les artistes qui ont enregistré avec eux, comme Tom Jones. D'autres travaux avec Horn suivirent, y compris la formation du groupe The Producers (maintenant connu sous le nom de The Trevor Horn Band) avec Chris Braide et Steve Lipson. Le fils de Creme, Lalo, était membre du groupe dance-indie des années 1990 Arkarna et a également travaillé sur un certain nombre de projets avec son père. L'épouse de Creme, Angie, est la sœur de l'épouse de l'ex-10cc Eric Stewart, Gloria.

## 10 cc

### Albums studio
- 1973 : 10cc
- 1974 : Sheet Music
- 1975 : The Original Soundtrack
- 1976 : How Dare You!

## Godley & Creme

### Albums studio
- 1977 : Consequences
- 1978 : L
- 1979 : Freeze Frame
- 1981 : Ismism - Retitré Snack Attack aux États-Unis.
- 1983 : Birds of Prey
- 1985 : The History Mix Volume 1
- 1988 : Goodbye Blue Sky

### Compilations
- 1979 : Music from Consequences
- 1987 : Changing Faces – The Very Best of 10cc and Godley & Creme
- 1991 : The Very Best of 10cc (And Godley & Creme)
- 1993 : 	Images

### Coffret
- 2017 : Body Of Work 1978-1988